# 貴船

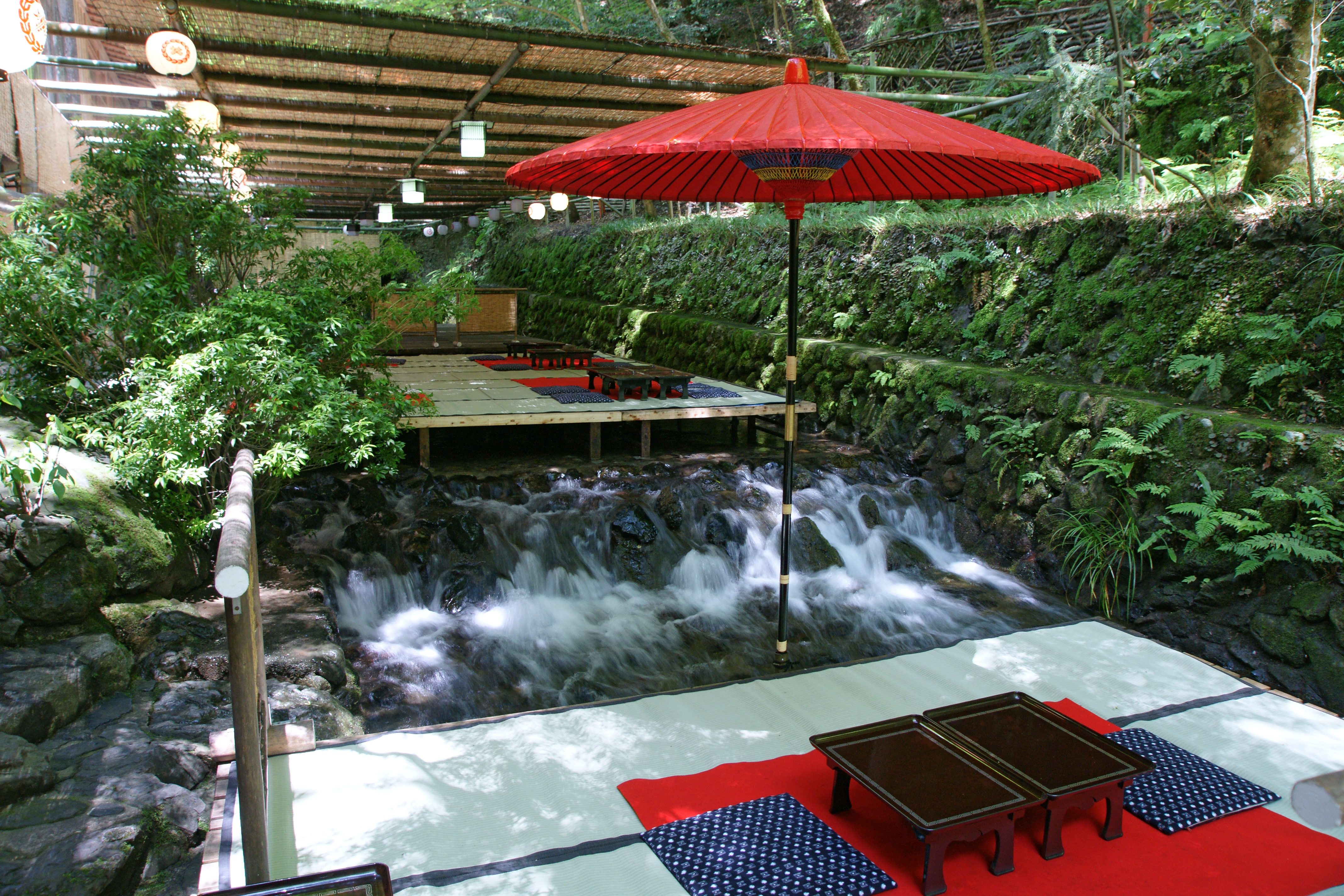
貴船の川床

貴船（きぶね）は京都府京都市左京区の地名。京都駅から車で40分ほど北上した地にあり、近隣の鞍馬と合わせて、京都の奥座敷として知られ観光客に人気が高い。貴船山と鞍馬山に挟まれた細長い渓谷に料理旅館が建ち並び、夏季には貴船川沿いに川床（貴船の川床）が供され、蒸し暑い京都の夏を避けて納涼客の客足が伸びる。
貴船川上流には貴船神社が鎮座し、紅葉の名所ともなっている。

## 名所

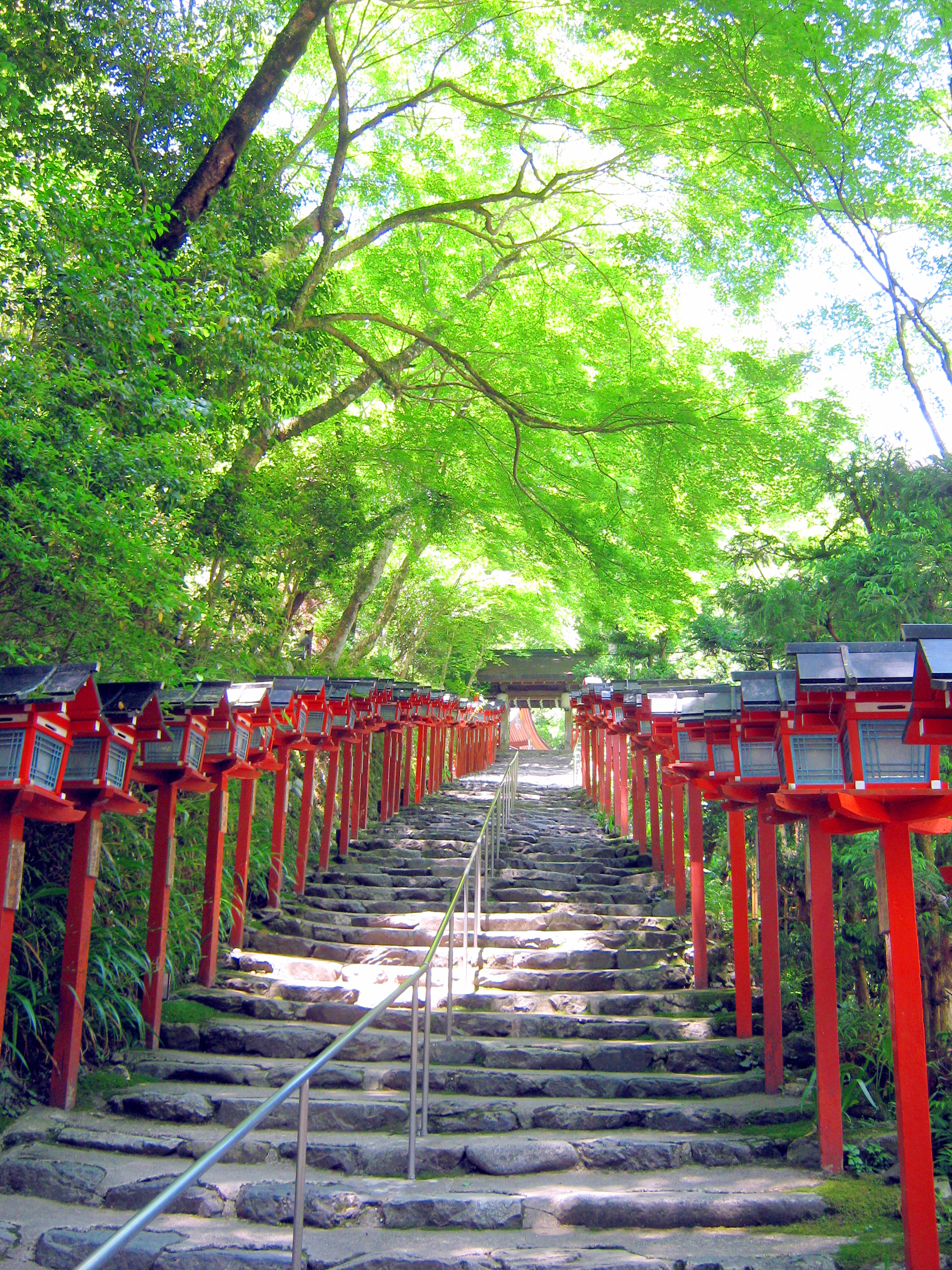
貴船神社参道

蛍岩
夏季には周辺にホタルが現れる。
貴船神社

## アクセス

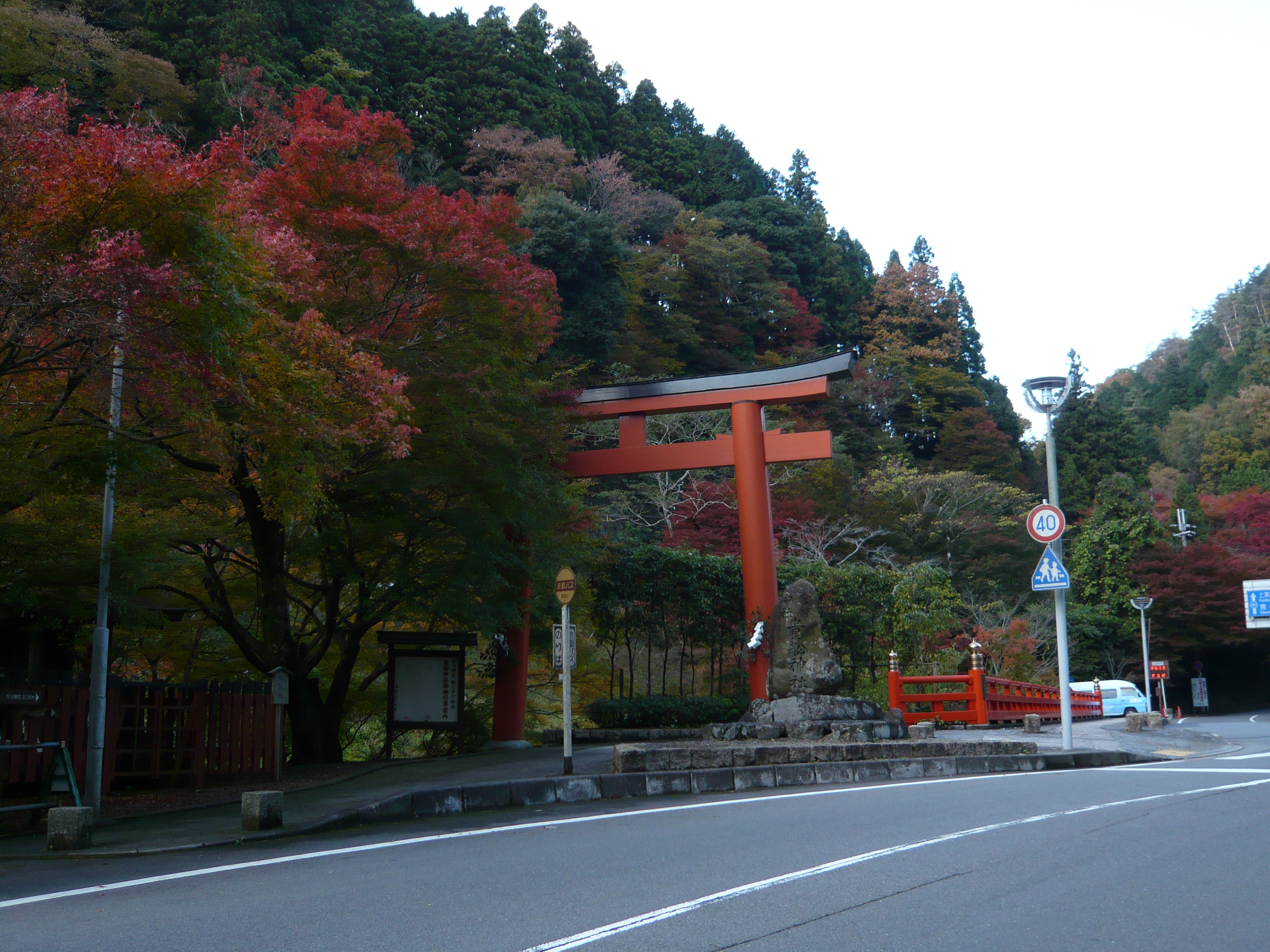

### 所在地
京都府京都市左京区鞍馬貴船町

### 交通
- 最寄り駅 - 貴船口駅（叡山電鉄鞍馬線）から2キロあまり。駅を降りたところに京都バスの叡電鞍馬口バス停がある。
- 最寄りバス停 - 貴船（京都バス）

自動車で行く場合、道幅が狭く対向車との往来が困難であり、かつ駐車場が少ないため、駐車場がすべて満車になることも多い。特に夏季はかなり混雑するため、貴船観光会は公共交通機関での来訪を推奨している。

## 周辺情報
- 鞍馬寺
- 由岐神社